# Pálffy Károly (gépészmérnök)
Pálffy Károly (Csíkszentkirály, 1934. december 28.) erdélyi magyar gépészmérnök, műszaki író, politikus.

## Életpályája
A csíkszeredai Elméleti Líceum elvégzése (1952) után a kolozsvári Politechnikai Intézet mechanika szakán államvizsgázott (1959). Gépészmérnöki pályáját a szászrégeni faipari mozdonyjavító és gépgyártó üzemben kezdte, 1960-tól a kolozsvári Metalul Roșu textilgépgyár mérnöke, majd gyártáselőkészítő főmérnöke. 1990-94 között a kolozsvári Fimaro gépgyárban számítógépes tervezőmérnök. A műszaki tudományok doktora (1978). 1994-től nyugdíjas. Az RMDSZ Kolozs megyei szervezetének alelnöke, 1996-tól városi tanácsos.

## Munkássága
Kutatási területe a fogaskerékgyártás, számítógépes szerszámtervezés, a hámozásos-legördüléses fogazási módszer. Román és német nyelvű szakfolyóiratokban közölt dolgozatai mellett magyar tanulmányai jelentek meg a budapesti Gép című folyóiratban Metszőkerékkel gyártott fogaskerekek profilszámítása (1976/6) és Fogazószerszámok belső fogazatok hámozásos lefejtő megmunkálásához (1981/10) címmel. Három találmányát szabadalmazták.
Társszerzője a Fogazott alkatrészek tervezése, gyártása és szerszámai című szakkönyvnek.